# Seeds We Sow
Seeds We Sow è un album in studio da solista del cantautore statunitense Lindsey Buckingham, già noto come membro dei Fleetwood Mac. Il disco è stato pubblicato nel 2011.

## Tracce
Tutte le tracce sono di Lindsey Buckingham, eccetto dove indicato.
1. Seeds We Sow - 3:43
2. In Our Own Time - 4:20
3. Illumination - 2:19
4. That's the Way That Love Goes - 3:56
5. Stars Are Crazy (Buckingham, Lisa Dewey) - 4:50
6. When She Comes Down - 4:48
7. Rock Away Blind - 3:57
8. One Take - 3:28
9. Gone Too Far - 3:24
10. End of Time - 3:57
11. She Smiled Sweetly (Mick Jagger, Keith Richards) - 2:53